# 美孚北
美孚北（英語：Mei Foo North，代號：F17）是香港深水埗區議會下轄的選區，1994年設立，前稱清荔，2003年採用現名，2023年取消，末任區議員為前公民黨成員李俊晞。

## 範圍
選區位於荔枝角西部，現時包括清麗苑、盈暉臺及美荔道沿線的美孚新邨第五、六期及清麗苑、盈暉臺，與其相連的選區有美孚南、美孚中、荔枝角北，與及葵青區議會的荔華。選區名稱來自美孚新邨，投票站設於荔枝角公園體育館。

## 沿革
美孚範圍的三個選區都可追溯到1982年區議會選舉所設立的荔灣選區，除第一屆區區議會（1982-1985年）為單議席選區外，至1994年之前一直是一個雙議席選區，範圍包括現時的美孚南、中及北選區（當時美孚新邨範圍以外已經是海岸線，其後有關海域進行填海工程，成為荔枝角公園及葵涌貨櫃碼頭的一部分）。1993年港督彭定康推行政改方案改革區議會，取消所有委任議席及雙議席選區制度，全面實行單議席單票制，並改由選區分界及選舉事務委員會制定，區議會選區數目亦隨人口變動而大幅增加荔灣選區改劃為現有的三個選區。
清荔選區首次出現於1994年區議會選舉，範圍與現時相近，該次選舉只有身為荔灣區區議員兼自由黨黨員的張永森參選，張氏自動當選而連任。
1999年區議會選舉由退出自由黨張永森與民主黨的陳均超爭奪，最後張以2,142多於陳的491票。
2003年區議會選舉，選委會接納民政處建議將本區更名為美孚北，而張永森與任紹偉參選，結果張得2,009票而任得1,217票，張永森再次當選。
2007年區議會選舉，盈暉臺第二、三座正式由葵青區劃入本區，改變一個屋苑橫跨兩區的情況，張永森於本次選舉未有受到其他候選人挑戰，再次自動當選。
2011年區議會選舉，姜頌賢代表公民黨參選，結果以950票對2,204票，張氏再次當選，成為自區議會1982年成立以來參加直選連續擔任議員的三人之一（另外兩人為東區亞公岩選區的杜本文和屯門三聖選區的蘇炤成）。連同黃達東及沈少雄分別於美孚南、中選區連任成功，令建制派成功攻陷美孚三區。張永森其後辭去麗新發展相關職務，專注區議會工作。
2015年區議會選舉，與經民聯友好的張永森（張長期於經民聯監事會主席林建岳旗下的麗新發展擔任董事）競選連任，而李俊晞代表公民黨參選，結果以1,816票對2,636票，張氏再次當選，而由於杜本文連任失敗，自區議會1982年成立以來連續擔任議員的人士餘下三人（分別為已加入新民黨的屯門三聖選區的蘇炤成和離島區的南丫島南段鄉事委員會主席周玉堂）。隨後張永森在建制派支持下，2016年獲選為深水埗區議會主席。不過張主持會議時風評不佳，尤其是張永森2016年底懷疑因中風請假之後，連建制派擔心他體力不能應付會議，想叫張讓位。民主派連同甄啟榮譴責張永森濫權並且成功通過，但作為主席的張卻透過會議常規漏洞不接納動議，事後更加出律師信予12名支持動議的區議員，指動議內容涉及誹謗要求撤回，更加突顯張的霸道作風。
2019年5月，逃犯修訂條例正在立法會法案委員會審議，而包括張永森在內的18區議會主席支持逃犯條例直上立法會大會表決，但到了6月，張永森卻指鄰區區議員伍月蘭發放「虛假消息」，說他支持逃犯修訂條例是「誤導市民」，並聲言要追究伍的法律責任。張永森此舉被指是言行不一、見風使舵。
2019年區議會選舉，李俊晞再次代表公民黨出選，而張永森則因身體原因不再連任，由助理羅小燕出戰，另外再加上本來在寶麗選區參選的李穎彰轉區參選，而李穎彰曾經是張國鈞楊煒凱律師事務所的合伙人，亦曾擔任親共團體保健海流協進會律師顧問團成員，被指是建制派主要人選，同時牽涉過冒牌疫苗的勾當，形成三人混戰，結果李俊晞取得62%選票成功當選。美孚北選區亦首次出現議員更替，也是首次由泛民主派人士奪取本區議席。2021年6月20日，李俊晞連同其他十名區議員退出公民黨，其後於2021年7月8日，因應政府計劃追討協助民主派初選區議員的酬金津貼傳聞所帶動的區議員辭職潮中，辭去區議員職務。

## 歷屆議員
| 選區名稱 | 屆別                 | 議員           | 政治聯繫               | 政治聯繫        | 議員                                    | 政治聯繫                                | 政治聯繫                                |
| -------- | -------------------- | -------------- | ---------------------- | --------------- | --------------------------------------- | --------------------------------------- | --------------------------------------- |
| 荔灣     | 1982年－1985年       | 定為單議席選區 | 定為單議席選區         | 定為單議席選區  | 涂奎如                                  |                                         | 公民協會                                |
| 荔灣     | 1985年－1988年       | 張永森         |                        | 無黨籍          | 鍾沛林                                  |                                         | 無黨籍                                  |
| 荔灣     | 1988年－1991年       | 張永森         |                        | 無黨籍          | 鍾沛林                                  |                                         | 無黨籍                                  |
| 荔灣     | 1991年－1994年       | 張永森         | 譚明光                 | 無黨籍          |                                         | 港 港同盟                               |                                         |
| 清荔     | 1994年－1999年       | 張永森         |                        | 自由黨 → 無黨籍 | 分拆出美孚及荔灣選區後， 定為單議席選區 | 分拆出美孚及荔灣選區後， 定為單議席選區 | 分拆出美孚及荔灣選區後， 定為單議席選區 |
| 清荔     | 2000年－2003年       | 張永森         |                        | 無黨籍          | 分拆出美孚及荔灣選區後， 定為單議席選區 | 分拆出美孚及荔灣選區後， 定為單議席選區 | 分拆出美孚及荔灣選區後， 定為單議席選區 |
| 美孚北   | 2004年－2007年       | 張永森         |                        | 無黨籍          | 分拆出美孚及荔灣選區後， 定為單議席選區 | 分拆出美孚及荔灣選區後， 定為單議席選區 | 分拆出美孚及荔灣選區後， 定為單議席選區 |
| 美孚北   | 2008年－2011年       | 張永森         | 無黨籍 → 西 西九新動力 |                 | 分拆出美孚及荔灣選區後， 定為單議席選區 | 分拆出美孚及荔灣選區後， 定為單議席選區 | 分拆出美孚及荔灣選區後， 定為單議席選區 |
| 美孚北   | 2012年－2015年       | 張永森         |                        | 西 西九新動力   | 分拆出美孚及荔灣選區後， 定為單議席選區 | 分拆出美孚及荔灣選區後， 定為單議席選區 | 分拆出美孚及荔灣選區後， 定為單議席選區 |
| 美孚北   | 2016年－2019年       | 張永森         |                        | 西 西九新動力   | 分拆出美孚及荔灣選區後， 定為單議席選區 | 分拆出美孚及荔灣選區後， 定為單議席選區 | 分拆出美孚及荔灣選區後， 定為單議席選區 |
| 美孚北   | 2020年－2021年7月8日 | 李俊晞         |                        | 公民黨 → 無黨籍 | 分拆出美孚及荔灣選區後， 定為單議席選區 | 分拆出美孚及荔灣選區後， 定為單議席選區 | 分拆出美孚及荔灣選區後， 定為單議席選區 |
| 美孚北   | 2021年7月9日－2023年 | 懸空           | 懸空                   | 懸空            | 分拆出美孚及荔灣選區後， 定為單議席選區 | 分拆出美孚及荔灣選區後， 定為單議席選區 | 分拆出美孚及荔灣選區後， 定為單議席選區 |

## 歷屆選舉結果
| 政党   | 政党       | 候选人    | 票数  | %     | ±      |
| ------ | ---------- | --------- | ----- | ----- | ------ |
|        | 獨立       | ①. 李頴彰 | 1,347 | 20.13 | 不適用 |
|        | 西九新動力 | ②. 羅小燕 | 1,193 | 17.82 | 不適用 |
|        | 公民黨     | ③. 李俊晞 | 4,153 | 62.05 | ▲21.26‬ |
| 多数票 | 多数票     | 多数票    | 2,806 | 41.92 | ▲23.50 |

| 政党   | 政党       | 候选人    | 票数  | %     | ±      |
| ------ | ---------- | --------- | ----- | ----- | ------ |
|        | 西九新動力 | ①. 張永森 | 2,636 | 59.21 | ▼10.67 |
|        | 公民黨     | ②. 李俊晞 | 1,816 | 40.79 | ▲1.60  |
| 多数票 | 多数票     | 多数票    | 820   | 18.42 | ▼21.34 |

| 政党   | 政党   | 候选人    | 票数  | %     | ±      |
| ------ | ------ | --------- | ----- | ----- | ------ |
|        | 公民黨 | ①. 姜頌賢 | 950   | 30.12 | 不適用 |
|        | 無黨派 | ②. 張永森 | 2,204 | 69.88 | 不適用 |
| 多数票 | 多数票 | 多数票    | 1,254‬ | 39.76 | 不適用 |

| 政党   | 政党   | 候选人 | 票数     | %      | ±      |
| ------ | ------ | ------ | -------- | ------ | ------ |
|        | 無黨派 | 張永森 | 自動當選 | 不適用 | 不適用 |
| 多数票 | 多数票 | 多数票 | 不適用   | 不適用 | 不適用 |

| 政党   | 政党   | 候选人    | 票数  | %     | ±      |
| ------ | ------ | --------- | ----- | ----- | ------ |
|        | 無黨派 | ①. 任紹偉 | 1,217 | 37.72 | 不適用 |
|        | 無黨派 | ②. 張永森 | 2,009 | 62.28 | 不適用 |
| 多数票 | 多数票 | 多数票    | 792   | 24.55 | 不適用 |

| 政党   | 政党   | 候选人    | 票数  | %     | ±      |
| ------ | ------ | --------- | ----- | ----- | ------ |
|        | 民主黨 | ①. 陳均超 | 491   | 18.65 | 不適用 |
|        | 無黨派 | ②. 張永森 | 2,142 | 81.35 | 不適用 |
| 多数票 | 多数票 | 多数票    | 1,651 | 62.70 | 不適用 |

| 政党   | 政党   | 候选人 | 票数     | %      | ±      |
| ------ | ------ | ------ | -------- | ------ | ------ |
|        | 自由黨 | 張永森 | 自動當選 | 不適用 | 不適用 |
| 多数票 | 多数票 | 多数票 | 新選區   | 新選區 | 新選區 |

| 政党   | 政党   | 候选人 | 票数  | %     | ±      |
| ------ | ------ | ------ | ----- | ----- | ------ |
|        | 無黨派 | 張永森 | 3,237 | 39.12 | 不適用 |
|        | 港同盟 | 譚明光 | 2,912 | 35.19 | 不適用 |
|        | 無黨派 | 黃權威 | 2,126 | 25.69 | 不適用 |
| 多数票 | 多数票 | 多数票 | 786   | 9.50  | 不適用 |